# 2000년 대한민국의 베스트셀러 목록
다음은 2000년 대한민국의 베스트셀러 목록이다. 

## 종합
1. 가시고기
2. 해리포터와 마법사의 돌 제1권 1
3. 부자 아빠 가난한 아빠 1
4. 국화꽃 향기 1
5. 영어공부 절대로 하지마라
6. 해리포터와 비밀의 방 제2권 1
7. 누가 내 치즈를 옮겼을까
8. 느리게 산다는 것의 의미
9. 노자와 21세기 1
10. 만행 하버드에서 화계사까지 1
11. 지금 알고 있는 걸 그때도 알았더라면(잠언시집)
12. 상실의 시대:원제 노르웨이의 숲
13. 새 먼나라 이웃나라 7:일본 1(일본.일본인편)
14. 오두막 편지
15. 한 사람을 사랑했네
16. 플래시 4 애니메이션 홈페이지 만들기(할 수 있다)(S/W포함)
17. 인간경영(도쿠가와 이에야스의)
18. 무소유(2판)(양장본 HardCover)
19. 체 게바라 평전(역사인물찾기 10)
20. 명탐정 뚱딴지
21. 아라리 난장 1
22. 시도하지 않으면 아무것도 할 수 없다
23. 당신이 그리운 건 내게서 조금 떨어져 있기 때문입니다
24. 이윤기의 그리스 로마 신화. 1
25. 아직도 영어공부 하니?
26. 풍경
27. 나는 초단타매매로 매일 40만원 번다
28. 딸기밭
29. 인터넷 비즈니스.COM
30. 인터넷 무작정 따라하기(S/W포함)
31. 시인의 별(제24회 이상문학상 수상작품집 2000년도)
32. 창가의 토토
33. 남자처럼 일하고 여자처럼 승리하라
34. 나도 모르게 당신께 익숙해 진것을 알게 되었습니다
35. 그러니까 당신도 살아
36. 항아리
37. 어린왕자(에버그린북스 2)
38. 화성에서 온 남자 금성에서 온 여자
39. 우동 한그릇
40. 코리아 닷컴 1
41. 철도원
42. 오래된 정원(상)
43. 빌게이츠 @ 생각의 속도
44. 영어명문 BEST 20(꼭 외워야 할)
45. 백지연의 선택 나는 나를 경영한다
46. 올인 1
47. 간절히 @ 두려움 없이
48. 최고경영자 예수 (JESUS CEO)
49. 도올논어 1
50. 나쁜 어린이 표(웅진 푸른 교실)

## 같이 보기
- 대한민국의 베스트셀러